# Episodi de I liceali (seconda stagione)
La seconda stagione de I liceali è andata in onda in anteprima assoluta dal 24 maggio 2009 al 28 giugno 2009 ogni domenica alle 21:00 sul canale Joi di Mediaset Premium. In chiaro, è andata in onda dal 13 novembre 2009 all'11 dicembre 2009 su Canale 5.
| nº | Titolo                        | Prima TV pay   | Prima TV in chiaro |
| -- | ----------------------------- | -------------- | ------------------ |
| 1  | Un nuovo arrivo               | 24 maggio 2009 | 13 novembre 2009   |
| 2  | Lotta di classe               | 31 maggio 2009 | 20 novembre 2009   |
| 3  | Quando il gioco si fa duro... | 7 giugno 2009  | 27 novembre 2009   |
| 4  | La notte della lucertola      | 14 giugno 2009 | 4 dicembre 2009    |
| 5  | Batticuore                    | 21 giugno 2009 | 9 dicembre 2009    |
| 6  | Sotto esame                   | 28 giugno 2009 | 11 dicembre 2009   |

## Un nuovo arrivo
- Diretto da: Lucio Pellegrini
- Scritto da: Filippo Gravino

### Trama
Cicerino ed Enrica, di ritorno dalle vacanze estive, iniziano una convivenza in casa del professore, insieme a sua figlia Elena. Enrica, abituata alla sua vita ed ai suoi spazi, fatica ad abituarsi a questa nuova dimensione di vita. Credendo di essere incinta, entra completamente nel panico perché non si sente pronta ad affrontare così tanti cambiamenti e, pur scoprendo presto che si tratta solo di un falso allarme, decide di lasciare Cicerino e tornare alla sua vecchia casa. Inizia il nuovo anno scolastico e al Colonna torna anche Claudio Rizzo, ripetente in 2ª A mentre in 3ª A arriva una nuova allieva, Monica. Monica mostra subito un carattere scontroso e provocatorio nei confronti dei suoi nuovi compagni. Uscito dall'aeroporto, Lucio subisce un piccolo incidente con l'auto. L'uomo che l'ha tamponato è un prete, che gli regala un santino del protettore degli studenti. Il giorno dopo, sempre Lucio fa un altro incidente, che avrebbe potuto avere conseguenze gravissime, ma si salva per miracolo. Da quel momento inizia un percorso di avvicinamento alla chiesa, frequenta attivamente la parrocchia, si confessa per qualsiasi sciocchezza e in classe quando si discute con i compagni, spesso fa commenti e osservazioni che riportano sempre il piano del discorso verso i dettami della religione.
Cook, partita sua madre per due mesi, non sa come andare avanti perché non ha soldi, a parte 200 euro sul Bancomat, quindi decide di cercare un lavoro.
Lucia è all'ottavo mese di gravidanza, ma accordandosi con la famiglia di Schifani, che l'ha messa incinta, vuole crescere il bambino senza la figura del padre. Il bambino nasce ma Schifani non sembra molto interessato, perché, come dice lui, vuole "vivere la giornata, senza doversi prendere grosse responsabilità". Monica considera il comportamento di Cesare nei confronti del bambino "menefreghista" e a causa di ciò hanno un litigio. Cesare trascina Monica nei magazzini della scuola per "chiarire", ma viene frainteso; in quel momento arriva anche Valerio che è appena stato a trovare il padre ancora in prigione e Monica, ascolta il discorso tra i due, con un ghigno di derisione sul viso che manda Valerio su tutte le furie, che decide di chiudere la ragazza in uno sgabuzzino sotto lo sguardo attonito di Cesare, che non fa nulla o quasi per dissuadere l'amico dal lasciarla lì.
Rientrati in classe i compagni chiedono a Cesare e Valerio dove sia finita Monica e loro raccontano dove l'hanno rinchiusa per "scherzo". Anche Cicerino, entrando in classe domanda dove sia Monica, dato che dal registro risulta presente, ma nessuno risponde.
Monica viene liberata a tarda serata da Cicerino, rimasto a scuola insieme ad altri professori per seguire un corso tenuto dal prof. Enea Pannone, nuovo insegnante di matematica del liceo. Cicerino chiede ripetutamente a Monica chi l'abbia chiusa in quel posto, ma lei tace e solo dopo le insistenti sollecitazioni del professore decide di raccontargli tutto, a patto che questi però non riferisca a nessuno la sua confidenza.
Il professore va su tutte le furie per il comportamento dei ragazzi della 3º A e nonostante conosca perfettamente i nomi dei colpevoli decide di dare una punizione esemplare, proponendo una sospensione per tutti.
- Ascolti Italia: telespettatori 4 604 000 - share 18,54% [1]

## Lotta di classe
- Diretto da: Lucio Pellegrini
- Scritto da: Francesco Lagi

### Trama
Il professor Cicerino è arrabbiato perché i ragazzi hanno chiuso Monica Morucci nello sgabuzzino, e così ribadisce la sua decisione: la 3ª A va sospesa in blocco. Ma nessuno sembra capire le ragioni della sua fermezza, né Enrica, né i ragazzi, che, anzi, riescono ad occupare la scuola per protesta e Cicerino la prende un po' come un affronto personale, soprattutto perché i ragazzi entrano molto in confidenza con il nuovo prof Enea, che a lui non piace molto. Durante l'occupazione, Cristiano, il ragazzo di Margherita, inizia a giocare a poker e incappa nella via del gioco d'azzardo. Enrica se ne va da casa di Cicerino senza spiegazioni e torna da Melanie, dicendole che gli uomini ti rovinano la vita. Daniele ha bisogno di un lavoro e chiede aiuto a Monica che lo fa assumere come ragazzo consegna pizze. Elena pensa che Daniele abbia qualche interesse per Monica, la nuova arrivata, e ne parla con Lucio. Intanto Cesare vede Lucia al supermercato con il loro bambino, Ludovico, e aspetta il momento che Lucia e la madre si distraggono per prenderlo in braccio e allontanarsi con lui. Lucia chiama la polizia, mentre Cesare porta il bambino a scuola (ancora sotto occupazione) e chiede aiuto a Valerio rendendosi conto di essersi cacciato in un guaio. Valerio lo convince a chiarire la questione con Lucia. Quando questa si presenta a scuola, si prende il bambino e dice a Cesare che quello che ha fatto lui lo avrebbe dovuto fare lei, così decide di non tornare a casa e di andare a vivere con il bambino a casa di Valerio. Intanto la polizia, che cercava il bambino di Lucia, arriva a scuola e fa smettere l'occupazione e arresta Cesare anche se Lucia ha detto che non vuole sporgere denuncia perché è il padre del bimbo. Elena risente della mancanza di Enrica e il padre la autorizza ad andare da lei anche a dormire se vuole.
- Ascolti Italia: telespettatori 3 865 000 - share 16,02% [2]

## Quando il gioco si fa duro...
- Diretto da: Lucio Pellegrini
- Scritto da: Daniela Gambaro

### Trama
In 3ºA i professori Enea e Sabatini chiedono ai ragazzi i soldi per riattrezzare il laboratorio di fisica e il compito di raccoglierli spetta a Margherita. Durante la partita di pallavolo, Cristiano ruba la busta contenente i soldi, dovendo pagare una grossa cifra persa a poker.
I ragazzi pensano subito che i soldi siano stati rubati da Monica, che si dichiara innocente. Nessuno le crede, così la ragazza decide di vendere il suo motorino, cominciando a risarcire i ragazzi, dichiarando di essere colpevole del furto.
Cicerino decide di andare a casa di Enrica per stare con Elena, non sapendo che a cena è stato invitato Enea.
Elena si reca in ospedale per il certificato medico per poter giocare a pallavolo, ma le scoprono una aritmia al cuore.
Lucio decide di battezzarsi organizzando un bel rinfresco invitando tutta la classe ed Elena gli parla dei suoi problemi al cuore e della sua relazione con Cook, che non va per il verso giusto, che l'accompagna all'ospedale per farsi mettere una macchinetta che controlla i battiti del cuore. Daniele vede accidentalmente il motorino di Monica in vendita e capisce che non può essere lei la "ladra" e così corre a dirlo a Cicerino. Margherita ha sempre più sospetti che Cristiano la tradisca, invece scopre che passa le serate a giocare a poker e che è stato lui a rubare i soldi per la scuola. Infuriata gli rende l'anello di fidanzamento e lo minaccia dicendo che racconterà la verità a tutti. Cristiano ha perso tutto, così decide di giocare l'anello di Margherita, ma perde di nuovo e così è costretto a dare la sua ragazza a un altro. Intanto Lucia partecipa con i suoi genitori a una seduta familiare, dove litiga con la madre.
Melanie continua il suo corso di latino con Cavicchioli (e si scopre che lui ha un'infatuazione per lei). Vedendo Cicerino soffrire per Enrica, Melanie consiglia ad Antonio di far ingelosire l'amica, così il professore decide di uscire con la madre di Cook, tornata dal suo viaggio, facendo ingelosire Enrica. Infine, Daniele confida a Lucio che è innamorato di Monica e così va sotto casa sua a dedicarle una serenata.
- Ascolti Italia: telespettatori 3 838 000 - share 15,78% [3]

## La notte della lucertola
- Diretto da: Lucio Pellegrini
- Scritto da: Michele Pellegrini

### Trama
In questo episodio i ragazzi dell'ultimo di liceo vanno a Pisa due giorni per poter toccare la Lucertola, in quanto si dice che toccarla 100 giorni prima dell'esame di stato porti fortuna. Ad accompagnare i ragazzi inizialmente saranno Enrica, Antonio e Melanie, ma in seguito Enrica si assenterà per andare a casa di Enea alla festa di compleanno del padre di quest'ultimo, dal momento che aveva litigato con Antonio.
Una volta tornati in hotel, Enrica e Enea vanno a letto, e vengono visti da Elena.
Margherita si fidanza, per scommessa di Cristiano, con il ragazzo con cui quest'ultimo giocava a poker. Claudio e Monica fanno l'esame per la normale con dei risultati inaspettati.
Daniele Cook tradisce Elena, andando a letto con Monica. Lucia bacia Valerio in discoteca e Cristiano li vede.
- Ascolti Italia: telespettatori 3 664 000 - share 14,93% [4]

## Batticuore
- Diretto da: Lucio Pellegrini
- Scritto da: Vanessa Picciarelli

### Trama
Daniele non riesce a dire a Elena che è andato a letto con Monica, e per questo le prepara invano una bella cenetta. Elena lo sospetta e una volta scoperto, si arrabbia. In seguito si accorge che le piace Lucio e perciò, con la scusa di abbracciarlo, gli strappa un bacio, che lui contraccambia. Lucio, pieno di sensi di colpa, lo va a dire a Daniele, che non la prende subito bene, ma, mentre glielo dice, sua madre lo chiama avvertendolo che suo padre è all'ospedale in fin di vita. La morte di quest'ultimo provocherà un grande dispiacere a Lucio, tanto da farlo andare contro Gesù. Nel frattempo proprio quando Valerio capisce di non essere gay e di volersi mettere con Lucia, quest'ultima si rimette con Cesare, così la famigliola si riunisce. Elena, mentre gioca a pallavolo, si sente male e sviene, e così anche lei finisce all'ospedale ma senza una grave diagnosi. Enea Pannone chiede ad Enrica di sposarlo e quest'ultima accetta.
- Ascolti Italia: telespettatori 4 045 000 - share 16,53% [5]

## Sotto esame
- Diretto da: Lucio Pellegrini
- Scritto da: Alfredo Covelli e Vanessa Picciarelli

### Trama
Antonio viene a sapere che Enrica si sposa con Enea e in più il professore chiede ad Antonio di sposarli e lui accetta. I ragazzi affrontano l'esame con successo per tutti. soprattutto per Monica, che accetta finalmente la corte di Claudio. Intanto Daniele ed Elena si lasciano. Elena, che sta per andare in vacanza con Jasmine, viene raggiunta all'aeroporto da Daniele e Lucio, che prima di andarsene bacia Elena sotto gli occhi di Daniele. Antonio decide di interrompere le nozze per dichiararsi ad Enrica ma arriva tardi e viene a sapere che Enrica se n'è andata, mandando a monte le nozze. Cicerino la raggiunge e le dichiara di amarla ancora, e lo stesso gli rivela Enrica.
- Ascolti Italia: telespettatori 3 976 000 - share 16,61% [6]